# Berberis farinosa
Berberis farinosa är en berberisväxtart som beskrevs av Raymond Benoist. Berberis farinosa ingår i släktet berberisar, och familjen berberisväxter. Inga underarter finns listade i Catalogue of Life.